# 이상엽 (기업인)
이상엽(李相燁, 1967년 9월 24일~)은 대한민국의 기업인이다. 일본 온라인 게임 협회 이사 등을 역임했으며, 현재는 게임온의 대표이사를 맡고 있다.